# Bradycellus laticollis
Bradycellus laticollis är en skalbaggsart som beskrevs av Thomas Casey. Bradycellus laticollis ingår i släktet Bradycellus och familjen jordlöpare. Inga underarter finns listade i Catalogue of Life.